# Infimum
Infimum (někdy též průsek) je matematický pojem z oboru teorie uspořádání, který je často používán především při zkoumání vlastností reálných čísel. Infimum je zaváděno jako alternativa k pojmu nejmenší prvek, oproti nejmenšímu prvku je však dohledatelné u více množin – například omezené otevřené intervaly reálných čísel nemají nejmenší prvek, ale mají infimum.
Duálním pojmem (opakem) infima je supremum.

## Obecná definice
Předpokládejme, že množina {\displaystyle X\,\!} je uspořádána relací {\displaystyle R\,\!}. O prvku {\displaystyle a\in X\,\!} řekneme, že je infimum podmnožiny {\displaystyle Y\subseteq X\,\!}, pokud je to největší prvek množiny všech dolních závor množiny {\displaystyle Y\,\!}. Tuto skutečnost značíme

{\displaystyle a=\operatorname {inf} _{R}(Y)\,\!}

## Infimum v množině reálných čísel
Infimum má každá zdola omezená množina, přestože ne každá má minimum (nejmenší prvek). Například otevřený interval {\displaystyle I=(a,b)\,\!} minimum nemá (pro každé {\displaystyle c\in I\,\!} můžeme nalézt {\displaystyle d:c>d>a\,\!}), ovšem jeho infimem je právě {\displaystyle a\,\!} (jde o dolní závoru a jakékoliv větší číslo již dolní závorou není – lze argumentovat podobně jako u minima).
Zdola neomezené množiny infimum nemají. Například otevřený interval {\displaystyle I=(-\infty ,a)\,\!} nemá infimum v množině {\displaystyle \mathbb {R} \,\!} všech reálných čísel.
Pokud má množina minimum {\displaystyle M\,\!} má i infimum {\displaystyle K\,\!}, pro které platí, že {\displaystyle K=M\,\!}.

## Obecné vlastnosti a další příklady

### Vztah infima a nejmenšího prvku
Nejen na množině reálných čísel, ale obecně na všech množinách, je infimum zobecněním pojmu nejmenšího prvku. Pokud má množina nejmenší prvek, je tento nejmenší prvek zároveň jejím infimem. Naopak to však platit nemusí – prvním takovým příkladem je výše uvedený zdola omezený otevřený interval na množině reálných čísel.
Pokud infimum existuje, pak je určeno jednoznačně – množina nemůže mít dvě různá infima. To je dáno tím, že největší prvek (tedy i největší prvek množiny dolních závor – infimum) je v případě, že existuje, jednoznačně určen.

### Infimum podle dělitelnosti
Uvažujme o množině {\displaystyle \mathbb {Z} ^{+}\,\!} všech kladných celých čísel a relaci {\displaystyle R\,\!} danou vztahem {\displaystyle a\leq _{R}b\Leftrightarrow a\mid b\,\!} (tj. číslo {\displaystyle a\,\!} je menší nebo rovné číslu {\displaystyle b\,\!} podle {\displaystyle R\,\!}, pokud číslo {\displaystyle a\,\!} dělí číslo {\displaystyle b\,\!} ).
Každá konečná podmnožina {\displaystyle \mathbb {Z} ^{+}\,\!} má infimum – infimem je v tomto případě největší společný dělitel. Zdaleka ne každá množina má ale nejmenší prvek – například {\displaystyle \{4,6,8\}\subseteq \mathbb {Z} ^{+}\,\!} nemá nejmenší prvek, protože neplatí ani {\displaystyle 4\leq _{R}6\,\!}, ani {\displaystyle 6\leq _{R}4\,\!} . Přitom ale {\displaystyle \operatorname {inf} _{R}\{4,6,8\}=2\,\!}.

### Infimum na množině racionálních čísel
Jak již bylo uvedeno výše, má každá zdola omezená množina reálných čísel infimum. Zdálo by se, že množina {\displaystyle \mathbb {Q} \,\!} racionálních čísel je množině reálných čísel hodně podobná – je také hustě uspořádaná podle velikosti. Přesto ale existují zdola omezené množiny racionálních čísel, které nemají (v množině racionálních čísel) infimum.
Příkladem takové množiny je

{\displaystyle \{x\in \mathbb {Q} :x^{2}>2\;\land \;x>0\}\,\!}

Lze poměrně snadno ověřit, že v množině {\displaystyle \mathbb {Q} \,\!} nemá tato množina infimum. Pokud bychom uvažovali o infimu této množiny v rámci všech reálných čísel, dopadlo by to o něco lépe – infimem by byla odmocnina ze dvou.